# Edzard Ernst
| Autopresentació |
|                 |
|                 |
|                 |

Edzard Ernst (Wiesbaden, 30 de gener de 1948) és un metge acadèmic i investigador especialitzat en l'estudi de la medicina complementària i alternativa. Va ser nomenat professor de medicina complementària de la Universitat d'Exeter, la primera posició acadèmica d'aquest tipus al món.
Ernst es va exercir com a president de Medicina Física i Rehabilitació a la Universitat de Viena, però va deixar aquest càrrec el 1993 per a establir el departament de Medicina Complementària de la Universitat d'Exeter a Anglaterra. Es va convertir en director de medicina complementària de la Peninsula Medical School el 2002. Ernst va ser el primer ocupant de la càtedra Laing en Medicina Complementària, de la qual es va retirar el 2011. Va néixer i es va formar a Alemanya, on va començar la seva carrera mèdica en un hospital homeopàtic a Múnic, i des de 1999 és ciutadà britànic.
Ernst és editor en cap d'una revista mèdica: Focus on Alternative and Complementary Therapies. Ernst va escriure regularment en una columna de The Guardian, on comentava notícies sobre la medicina complementària des de la perspectiva de la medicina basada en l'evidència. Des que va iniciar la seva investigació en les diverses modalitats de la medicina alternativa, s'ha vist Ernst com «el flagell de la medicina alternativa» per publicar investigació crítica que exposa mètodes que no tenen eficàcia documentada.